# Sons of Satan Gather for Attack
Sona of Satan Gather for Attack kompilacijski je album koji sadrži EP-ove i demoalbume dvaju norveških black metal-sastava: Dimmu Borgira i Old Man's Childa. Objavljen je 7. prosinca 1999. godine, a objavila ga je diskografska kuća Hammerheart Records.

## Popia pjesama
| 1.    | »Master of Disharmony« (EP Devil's Path)                                        | Dimmu Borgir    | 6:06 |
| 2.    | »Devil's Path« (EP Devil's Path)                                                | Dimmu Borgir    | 5:31 |
| 3.    | »Nocturnal Fear« (obrada Celtic Frosta, EP Devil's Path)                        | Dimmu Borgir    | 3:22 |
| 4.    | »Nocturnal Fear (Celtically Possessed)« (obrada Celtic Frosta, EP Devil's Path) | Dimmu Borgir    | 3:30 |
| 5.    | »St. Aidens Fall« (Demo In the Shades of Life)                                  | Old Man's Child | 5:49 |
| 6.    | »Seeds of the Ancient Gods« (Demo In the Shades of Life)                        | Old Man's Child | 6:40 |
| 7.    | »Manet sorgfull igjennom skogen« (Demo In the Shades of Life)                   | Old Man's Child | 5:37 |
| 8.    | »The Old Man's Child« (Demo In the Shades of Life)                              | Old Man's Child | 4:03 |
| 9.    | »...og jeg iakttok dødsrikets inntog« (Demo In the Shades of Life)              | Old Man's Child | 5:04 |
| 45:42 |                                                                                 |                 |      |

## Zasluge
| Dimmu Borgir - Shagrath – vokali, glavna gitara, klavijature, tekstovi - Silenoz – ritam gitara - Nagash – bas-gitara - Tjodalv – bubnjevi | Old Man's Child - Jarder – gitara - Tjodalv – bubnjevi - Galder – vokali, gitara, klavijature - Brynjard Tristan – bas-gitara |